# Ratata
Ratata je debutové studiové album české hudební skupiny Krucipüsk, které bylo vydané v 8. listopadu 1992.
Autorem přebalu alba je Marcel Musil.

## Přijetí
Album bylo v článku "Co poslouchá musicserver (27.)" webu musicserver.cz z roku 2007 zhodnoceno jako přitažlivé a humorné, navzdory, i s přihlédnutím na dobu vzniku, nepříliš vysoké zvukové kvalitě nahrávky.

## Seznam skladeb
| Pořadí         | Název               | Autor          | Délka |
| -------------- | ------------------- | -------------- | ----- |
| 1.             | Ratata              |                | 3:08  |
| 2.             | Rap                 |                | 2:42  |
| 3.             | Mouchy              |                | 3:34  |
| 4.             | Hey! Stará votevři. |                | 2:35  |
| 5.             | Krucipüsk           |                | 2:37  |
| 6.             | Birthday            |                | 2:59  |
| 7.             | Svatej              |                | 3:46  |
| 8.             | Miami beach         |                | 2:35  |
| 9.             | Brácho vem mě ven   |                | 3:17  |
| 10.            | Máma - pila         |                | 3:00  |
| 11.            | Soundgarden         |                | 3:41  |
| 12.            | Shit                |                | 3:00  |
| 13.            | Baby I'm Rocket     |                | 1:48  |
| 14.            | Babo hrej!          |                | 2:11  |
| 15.            | I'Fucker            |                | 2:47  |
| Celková délka: | Celková délka:      | Celková délka: | 43:50 |